# Palaetheta
Palaetheta is een geslacht van vlinders van de familie stippelmotten (Yponomeutidae).

## Soorten
- P. innocua Edward Meyrick, 1911
- P. ischnozona Edward Meyrick, 1909